# آرامگاه امامزاده پنجعلی
بقعه امامزاده پنجعلی مربوط به دوره صفوی است و در شهرستان پاکدشت، بخش مرکزی، روستای جیتو واقع شده و این اثر در تاریخ ۱ مهر ۱۳۸۲ با شمارهٔ ثبت ۱۰۳۱۴ به‌عنوان یکی از آثار ملی ایران به ثبت رسیده است.